# Solanum arcanum
Solanum arcanum är en potatisväxtart som beskrevs av Peralta. Solanum arcanum ingår i släktet skattor som ingår i familjen potatisväxter. Inga underarter finns listade i Catalogue of Life.